# Fed Cup 2017 – Světová skupina

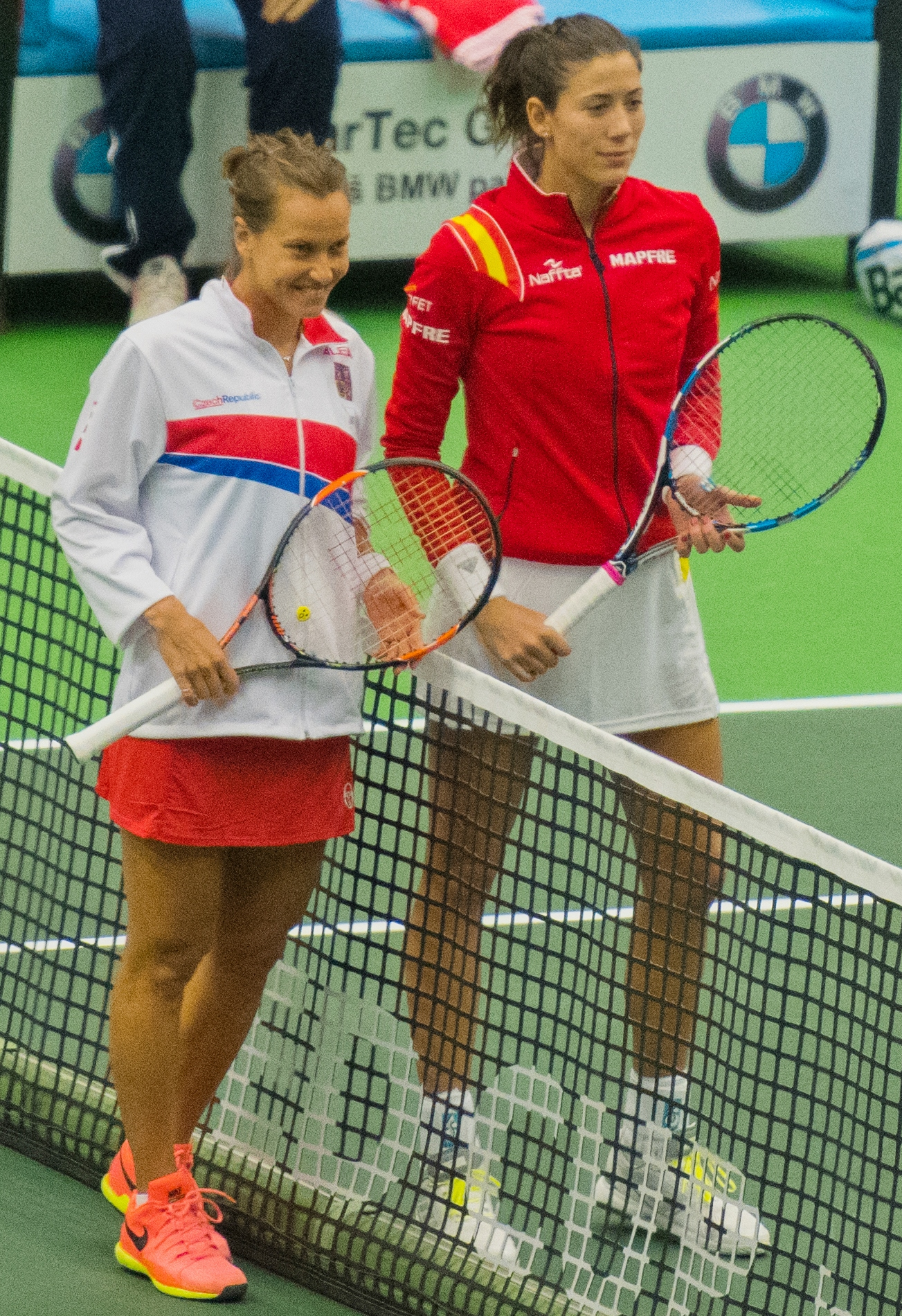
Barbora Strýcová vs. Garbiñe Muguruzaová
0–6, 6–3, 1–6
úvodní dvouhra čtvrtfinále
Česko vs. Španělsko: 3–2

Světová skupina Fed Cupu 2017 představovala nejvyšší úroveň ženské tenisové soutěže – elitní osmičlennou skupinu, z níž vzešel celkový vítěz 55. ročníku. Semifinalisté si zajistili účast ve světové skupině následujícího ročníku 2018. Týmy, které prohrály v 1. kole, podstoupily dubnovou baráž o udržení v nejvyšší úrovni.
Trojnásobnými obhájkyněmi titulu byly hráčky České republiky, které ve finále předešlého ročníku zdolaly Francii 3:2 na zápasy. Jejich sérii deseti vyhraných mezistátních utkání v řadě ukončily Spojené státy, které v miamském semifinále zvítězily 3:2 díky zisku rozhodujícího bodu ze závěrečné čtyřhry.
Bělorusko hrál ve světové skupině podruhé, když při své premiéře v soutěži, během Poháru federace 1994, podlehlo v úvodním kole Nizozemsku. Stejnému soupeři oplatilo porážku v minském čtvrtfinále a postoupilo po výhře 4:1 na zápasy. V semifinále si Bělorusky poradily se Švýcarskem 3:2 a poprvé v historii soutěže postoupily do finálového klání. V Minsku přivítaly Spojené státy, které na titul čekaly sedmnáct let. Duel rozhodla až závěrečná čtyřhra, jíž ovládly Američanky. Po výhře 3:2 na zápasy tak Spojené státy získaly 18. titul, čímž v celkové statistice navýšily vedení o osm trofejí před druhou Českou republikou. Americká jednička Coco Vandewegheová se stala devátou tenistkou od zavedení 8členné světové skupiny v roce 1995, jež vyhrála všech šest dvouher v průběhu ročníku. Naposledy před ní tohoto výkonu dosáhla Petra Kvitová v sezóně 2011.

## Účastníci
| Účastníci  | Účastníci     | Účastníci | Účastníci |
| Bělorusko  | Česko         | Francie   | Německo   |
| Nizozemsko | Spojené státy | Španělsko | Švýcarsko |
| ---------- | ------------- | --------- | --------- |

### Nasazené týmy
1. Česko (semifinále)
2. Francie (čtvrtfinále)
3. Německo (čtvrtfinále)
4. Nizozemsko (čtvrtfinále)

## Pavouk
|  | Čtvrtfinále 11.–12. února          | Čtvrtfinále 11.–12. února          | Čtvrtfinále 11.–12. února          |                                    |                                | Semifinále 22.–23. dubna                    | Semifinále 22.–23. dubna                    | Semifinále 22.–23. dubna                    |                                             |                                             | Finále 11.–12. listopadu       | Finále 11.–12. listopadu       | Finále 11.–12. listopadu       |                                |                                |
|  |                                    |                                    |                                    |                                    |                                |                                             |                                             |                                             |                                             |                                             |                                |                                |                                |                                |                                |
|  | Ostrava, Česko (tvrdý, hala)       |                                    |                                    |                                    |                                |                                             |                                             |                                             |                                             |                                             |                                |                                |                                |                                |                                |
|  | 1                                  | Česko                              | 3                                  |                                    |                                |                                             |                                             |                                             |                                             |                                             |                                |                                |                                |                                |                                |
|  |                                    | Španělsko                          | 2                                  |                                    |                                | Tampa, Spojené státy (zelená antuka, venku) | Tampa, Spojené státy (zelená antuka, venku) | Tampa, Spojené státy (zelená antuka, venku) | Tampa, Spojené státy (zelená antuka, venku) | Tampa, Spojené státy (zelená antuka, venku) |                                |                                |                                |                                |                                |
|  |                                    |                                    |                                    |                                    | 1                              | Česko                                       | 2                                           |                                             |                                             |                                             |                                |                                |                                |                                |                                |
|  | Maui, Havaj, Spojené státy (tvrdý) | Maui, Havaj, Spojené státy (tvrdý) | Maui, Havaj, Spojené státy (tvrdý) | Maui, Havaj, Spojené státy (tvrdý) |                                |                                             | Spojené státy                               | 3                                           |                                             |                                             |                                |                                |                                |                                |                                |
|  | 3                                  | Německo                            | 0                                  |                                    |                                |                                             |                                             |                                             |                                             |                                             |                                |                                |                                |                                |                                |
|  |                                    | Spojené státy                      | 4                                  |                                    |                                |                                             |                                             |                                             |                                             |                                             | Minsk, Bělorusko (tvrdý, hala) | Minsk, Bělorusko (tvrdý, hala) | Minsk, Bělorusko (tvrdý, hala) | Minsk, Bělorusko (tvrdý, hala) | Minsk, Bělorusko (tvrdý, hala) |
|  |                                    |                                    |                                    |                                    |                                |                                             |                                             |                                             |                                             |                                             |                                | Spojené státy                  | 3                              |                                |                                |
|  | Minsk, Bělorusko (tvrdý, hala)     | Minsk, Bělorusko (tvrdý, hala)     | Minsk, Bělorusko (tvrdý, hala)     | Minsk, Bělorusko (tvrdý, hala)     | Minsk, Bělorusko (tvrdý, hala) |                                             |                                             |                                             |                                             |                                             |                                | Bělorusko                      | 2                              |                                |                                |
|  |                                    | Bělorusko                          | 4                                  |                                    |                                |                                             |                                             |                                             |                                             |                                             |                                |                                |                                |                                |                                |
|  | 4                                  | Nizozemsko                         | 1                                  |                                    |                                | Minsk, Bělorusko (tvrdý, hala)              | Minsk, Bělorusko (tvrdý, hala)              | Minsk, Bělorusko (tvrdý, hala)              | Minsk, Bělorusko (tvrdý, hala)              | Minsk, Bělorusko (tvrdý, hala)              |                                |                                |                                |                                |                                |
|  |                                    |                                    |                                    |                                    |                                | Bělorusko                                   | 3                                           |                                             |                                             |                                             |                                |                                |                                |                                |                                |
|  | Ženeva, Švýcarsko (tvrdý, hala)    | Ženeva, Švýcarsko (tvrdý, hala)    | Ženeva, Švýcarsko (tvrdý, hala)    | Ženeva, Švýcarsko (tvrdý, hala)    |                                |                                             | Švýcarsko                                   | 2                                           |                                             |                                             |                                |                                |                                |                                |                                |
|  |                                    | Švýcarsko                          | 3                                  |                                    |                                |                                             |                                             |                                             |                                             |                                             |                                |                                |                                |                                |                                |
|  | 2                                  | Francie                            | 1                                  |                                    |                                |                                             |                                             |                                             |                                             |                                             |                                |                                |                                |                                |                                |

## Čtvrtfinále

### Česko vs. Španělsko
| Ostravar Aréna, Ostrava, Česko 11.–12. února 2017 tvrdý (hala) | |                                                                                                  |     |     |          |  |
| \| 1. \| \| Barbora Strýcová Garbiñe Muguruzaová \| 0 6 \| 6 3 \| 1 6 \| \| \| 2. \| \| Karolína Plíšková Lara Arruabarrenová \| 6 4 \| 7 5 \| \| \| \| 3. \| \| Karolína Plíšková Garbiñe Muguruzaová \| 6 2 \| 6 2 \| \| \| \| 4. \| \| Barbora Strýcová Lara Arruabarrenová \| 6 4 \| 6 4 \| \| \| \| 5. \| \| Lucie Šafářová / Kateřina Siniaková María José Martínezová Sánchezová / Sara Sorribesová Tormová \| 3 6 \| 6 4 \| [7] [10] \| \| \| Nominace \| \| \| \| \| \| \| \| \| Česko: Karolína Plíšková (3./15.), Barbora Strýcová (17./14.), Kateřina Siniaková (41./30.), Lucie Šafářová (47./2.), nehrající kapitán Petr Pála \| \| \| \| \| \| \| \| Španělsko: Garbiñe Muguruzaová (7./385.), Lara Arruabarrenová (70./63.), Sara Sorribesová Tormová (110./258.), María José Martínezová Sánchezová (832./36.), nehrající kapitánka Conchita Martínezová \| \| \| \| \| \| \| Podrobnosti \| \| \| \| \| \| \| \| \| Oba týmy se v minulosti utkaly čtyřikrát, naposledy v roce 2014. Soupeři drželi vyrovnanou vzájemnou bilanci zápasů 2:2. Oběma soupeřům chyběli pro zranění týmové dvojky. Světová dvanáctka Petra Kvitová pro řezná poranění ruky a čtrnáctá v pořadí Carla Suárezová Navarrová v důsledku poranění pravého ramene. \| \| \| \| \| \| | |                                                                                                  |     |     |          |  |
| | |                                                                                                  | 1.  | 2.  | 3.       |  |
| 1. | | Barbora Strýcová Garbiñe Muguruzaová                                                             | 0 6 | 6 3 | 1 6      |  |
| 2. | | Karolína Plíšková Lara Arruabarrenová                                                            | 6 4 | 7 5 |          |  |
| 3. | | Karolína Plíšková Garbiñe Muguruzaová                                                            | 6 2 | 6 2 |          |  |
| 4. | | Barbora Strýcová Lara Arruabarrenová                                                             | 6 4 | 6 4 |          |  |
| 5. | | Lucie Šafářová / Kateřina Siniaková María José Martínezová Sánchezová / Sara Sorribesová Tormová | 3 6 | 6 4 | [7] [10] |  |
| Nominace | |                                                                                                  |     |     |          |  |
| | Česko: Karolína Plíšková (3./15.), Barbora Strýcová (17./14.), Kateřina Siniaková (41./30.), Lucie Šafářová (47./2.), nehrající kapitán Petr Pála |                                                                                                  |     |     |          |  |
| | Španělsko: Garbiñe Muguruzaová (7./385.), Lara Arruabarrenová (70./63.), Sara Sorribesová Tormová (110./258.), María José Martínezová Sánchezová (832./36.), nehrající kapitánka Conchita Martínezová |                                                                                                  |     |     |          |  |
| Podrobnosti | |                                                                                                  |     |     |          |  |
| | Oba týmy se v minulosti utkaly čtyřikrát, naposledy v roce 2014. Soupeři drželi vyrovnanou vzájemnou bilanci zápasů 2:2. Oběma soupeřům chyběli pro zranění týmové dvojky. Světová dvanáctka Petra Kvitová pro řezná poranění ruky a čtrnáctá v pořadí Carla Suárezová Navarrová v důsledku poranění pravého ramene. |                                                                                                  |     |     |          |  |

### Spojené státy americké vs. Německo
| Royal Lahaina Resort, Maui, Spojené státy americké 11.–12. února 2017 tvrdý | |                                                                                        |         |     |     |            |
| \| 1. \| \| Alison Riskeová Andrea Petkovicová \| 712 610 \| 6 2 \| \| \| \| 2. \| \| Coco Vandewegheová Julia Görgesová \| 6 3 \| 3 1 \| \| skreč \| \| 3. \| \| Coco Vandewegheová Andrea Petkovicová \| 3 6 \| 6 4 \| 6 0 \| \| \| 4. \| \| Alison Riskeová Julia Görgesová \| \| \| \| nehrálo se \| \| 5. \| \| Bethanie Matteková-Sandsová / Shelby Rogersová Laura Siegemundová / Carina Witthöftová \| 4 1 \| \| \| skreč \| \| Nominace \| \| \| \| \| \| \| \| \| Spojené státy americké: Coco Vandewegheová (20./21.), Alison Riskeová (40./226.), Shelby Rogersová (53./121.), Bethanie Matteková-Sandsová (159./1.), nehrající kapitánka Kathy Rinaldiová \| \| \| \| \| \| \| \| Německo: Laura Siegemundová (38./72.), Andrea Petkovicová (51./87.), Julia Görgesová (57./16.), Carina Witthöftová (77./709.), nehrající kapitánka Barbara Rittnerová \| \| \| \| \| \| \| Podrobnosti \| \| \| \| \| \| \| \| \| Oba týmy se v minulosti utkaly třináctkrát, naposledy v roce 2011. Američanky držely aktivní vzájemnou bilanci zápasů 8:5. Kontroverzi při slavnostním ceremoniálu vyvolal přednes německé hymny Willemem Kimblemem, jenž zazpíval zakázanou první sloku začínající slovy „Deutschland, Deutschland über alles,“ používanou také Nacistickým Německem. Kapitánka Rittnerová reagovala slovy: „Je to neomluvitelný skandál. Bylo mi do breku, protože chvíle, kdy vám ve Fed Cupu hrají hymnu, je něco posvátného.“ Petkovicová incident nazvala „ztělesněním ignorantství“. Americká tenisová asociace se následně omluvila.[10] \| \| \| \| \| \| | |                                                                                        |         |     |     |            |
| | |                                                                                        | 1.      | 2.  | 3.  |            |
| 1. | | Alison Riskeová Andrea Petkovicová                                                     | 712 610 | 6 2 |     |            |
| 2. | | Coco Vandewegheová Julia Görgesová                                                     | 6 3     | 3 1 |     | skreč      |
| 3. | | Coco Vandewegheová Andrea Petkovicová                                                  | 3 6     | 6 4 | 6 0 |            |
| 4. | | Alison Riskeová Julia Görgesová                                                        |         |     |     | nehrálo se |
| 5. | | Bethanie Matteková-Sandsová / Shelby Rogersová Laura Siegemundová / Carina Witthöftová | 4 1     |     |     | skreč      |
| Nominace | |                                                                                        |         |     |     |            |
| | Spojené státy americké: Coco Vandewegheová (20./21.), Alison Riskeová (40./226.), Shelby Rogersová (53./121.), Bethanie Matteková-Sandsová (159./1.), nehrající kapitánka Kathy Rinaldiová |                                                                                        |         |     |     |            |
| | Německo: Laura Siegemundová (38./72.), Andrea Petkovicová (51./87.), Julia Görgesová (57./16.), Carina Witthöftová (77./709.), nehrající kapitánka Barbara Rittnerová |                                                                                        |         |     |     |            |
| Podrobnosti | |                                                                                        |         |     |     |            |
| | Oba týmy se v minulosti utkaly třináctkrát, naposledy v roce 2011. Američanky držely aktivní vzájemnou bilanci zápasů 8:5. Kontroverzi při slavnostním ceremoniálu vyvolal přednes německé hymny Willemem Kimblemem, jenž zazpíval zakázanou první sloku začínající slovy „Deutschland, Deutschland über alles,“ používanou také Nacistickým Německem. Kapitánka Rittnerová reagovala slovy: „Je to neomluvitelný skandál. Bylo mi do breku, protože chvíle, kdy vám ve Fed Cupu hrají hymnu, je něco posvátného.“ Petkovicová incident nazvala „ztělesněním ignorantství“. Americká tenisová asociace se následně omluvila. |                                                                                        |         |     |     |            |

### Bělorusko vs. Nizozemsko
| Čyžouka-Arena, Minsk, Bělorusko 11.–12. února 2017 tvrdý (hala) | |                                                                  |      |      |     |  |
| \| 1. \| \| Aljaksandra Sasnovičová Michaëlla Krajiceková \| 4 6 \| 6 3 \| 6 2 \| \| \| 2. \| \| Aryna Sabalenková Kiki Bertensová \| 6 3 \| 6 78 \| 4 6 \| \| \| 3. \| \| Aljaksandra Sasnovičová Kiki Bertensová \| 6 3 \| 6 4 \| \| \| \| 4. \| \| Aryna Sabalenková Michaëlla Krajiceková \| 7 65 \| 6 4 \| \| \| \| 5. \| \| Olga Govorcovová / Věra Lapková Cindy Burgerová / Arantxa Rusová \| 6 4 \| 6 2 \| \| \| \| Nominace \| \| \| \| \| \| \| \| \| Bělorusko: Aljaksandra Sasnovičová (128./—), Aryna Sabalenková (142./931.), Olga Govorcovová (174./203.), Věra Lapková (302./239.), nehrající kapitán Eduard Dubrov \| \| \| \| \| \| \| \| Nizozemsko: Kiki Bertensová (24./28.), Cindy Burgerová (137./171.), Arantxa Rusová (176./189.), Michaëlla Krajiceková (253./68.), nehrající kapitán Paul Haarhuis \| \| \| \| \| \| \| Podrobnosti \| \| \| \| \| \| \| \| \| Oba týmy se v minulosti utkaly třikrát, naposledy v roce 2014. Nizozemky držely aktivní vzájemnou bilanci zápasů 3:0. \| \| \| \| \| \| | |                                                                  |      |      |     |  |
| | |                                                                  | 1.   | 2.   | 3.  |  |
| 1. | | Aljaksandra Sasnovičová Michaëlla Krajiceková                    | 4 6  | 6 3  | 6 2 |  |
| 2. | | Aryna Sabalenková Kiki Bertensová                                | 6 3  | 6 78 | 4 6 |  |
| 3. | | Aljaksandra Sasnovičová Kiki Bertensová                          | 6 3  | 6 4  |     |  |
| 4. | | Aryna Sabalenková Michaëlla Krajiceková                          | 7 65 | 6 4  |     |  |
| 5. | | Olga Govorcovová / Věra Lapková Cindy Burgerová / Arantxa Rusová | 6 4  | 6 2  |     |  |
| Nominace | |                                                                  |      |      |     |  |
| | Bělorusko: Aljaksandra Sasnovičová (128./—), Aryna Sabalenková (142./931.), Olga Govorcovová (174./203.), Věra Lapková (302./239.), nehrající kapitán Eduard Dubrov |                                                                  |      |      |     |  |
| | Nizozemsko: Kiki Bertensová (24./28.), Cindy Burgerová (137./171.), Arantxa Rusová (176./189.), Michaëlla Krajiceková (253./68.), nehrající kapitán Paul Haarhuis   |                                                                  |      |      |     |  |
| Podrobnosti | |                                                                  |      |      |     |  |
| | Oba týmy se v minulosti utkaly třikrát, naposledy v roce 2014. Nizozemky držely aktivní vzájemnou bilanci zápasů 3:0.                                               |                                                                  |      |      |     |  |

### Švýcarsko vs. Francie
| Palexpo, Ženeva, Švýcarsko 11.–12. února 2017 tvrdý (hala) | |                                                                                    |      |     |     |  |
| \| 1. \| \| Timea Bacsinszká Alizé Cornetová \| 7 5 \| 6 4 \| \| \| \| 2. \| \| Belinda Bencicová Kristina Mladenovicová \| 3 6 \| 4 6 \| \| \| \| 3. \| \| Timea Bacsinszká Kristina Mladenovicová \| 7 64 \| 4 6 \| 7 5 \| \| \| 4. \| \| Belinda Bencicová Pauline Parmentierová \| 6 3 \| 6 4 \| \| \| \| 5. \| \| Martina Hingisová / Viktorija Golubicová Amandine Hesseová / Pauline Parmentierová \| \| \| \| \| \| Nominace \| \| \| \| \| \| \| \| \| Švýcarsko: Timea Bacsinszká (16./206.), Viktorija Golubicová (63./99.), Belinda Bencicová (81./466.), Martina Hingisová (—/8.), nehrající kapitán Heinz Günthardt \| \| \| \| \| \| \| \| Francie: Kristina Mladenovicová (31./3.), Alizé Cornetová (43./155.), Pauline Parmentierová (64./223.), Amandine Hesseová (210./238.), nehrající kapitán Yannick Noah \| \| \| \| \| \| \| Podrobnosti \| \| \| \| \| \| \| \| \| Oba týmy se v minulosti utkaly třikrát, naposledy v roce 2014. Francouzky držely aktivní vzájemnou bilanci zápasů 2:1. \| \| \| \| \| \| | |                                                                                    |      |     |     |  |
| | |                                                                                    | 1.   | 2.  | 3.  |  |
| 1. | | Timea Bacsinszká Alizé Cornetová                                                   | 7 5  | 6 4 |     |  |
| 2. | | Belinda Bencicová Kristina Mladenovicová                                           | 3 6  | 4 6 |     |  |
| 3. | | Timea Bacsinszká Kristina Mladenovicová                                            | 7 64 | 4 6 | 7 5 |  |
| 4. | | Belinda Bencicová Pauline Parmentierová                                            | 6 3  | 6 4 |     |  |
| 5. | | Martina Hingisová / Viktorija Golubicová Amandine Hesseová / Pauline Parmentierová |      |     |     |  |
| Nominace | |                                                                                    |      |     |     |  |
| | Švýcarsko: Timea Bacsinszká (16./206.), Viktorija Golubicová (63./99.), Belinda Bencicová (81./466.), Martina Hingisová (—/8.), nehrající kapitán Heinz Günthardt     |                                                                                    |      |     |     |  |
| | Francie: Kristina Mladenovicová (31./3.), Alizé Cornetová (43./155.), Pauline Parmentierová (64./223.), Amandine Hesseová (210./238.), nehrající kapitán Yannick Noah |                                                                                    |      |     |     |  |
| Podrobnosti | |                                                                                    |      |     |     |  |
| | Oba týmy se v minulosti utkaly třikrát, naposledy v roce 2014. Francouzky držely aktivní vzájemnou bilanci zápasů 2:1.                                                |                                                                                    |      |     |     |  |

## Semifinále

### Spojené státy americké vs. Česko
| Saddlebrook Resort, Tampa, Florida, Spojené státy americké 22.–23. dubna 2017 zelená antuka (venku) | |                                                                                         |     |     |    |  |
| \| 1. \| \| Coco Vandewegheová Markéta Vondroušová \| 6 1 \| 6 4 \| \| \| \| 2. \| \| Shelby Rogersová Kateřina Siniaková \| 3 6 \| 3 6 \| \| \| \| 3. \| \| Coco Vandewegheová Kateřina Siniaková \| 6 4 \| 6 0 \| \| \| \| 4. \| \| Lauren Davisová Markéta Vondroušová \| 2 6 \| 5 7 \| \| \| \| 5. \| \| Bethanie Matteková-Sandsová / Coco Vandewegheová Kristýna Plíšková / Kateřina Siniaková \| 6 2 \| 6 3 \| \| \| \| Nominace \| \| \| \| \| \| \| \| \| Spojené státy americké: Coco Vandewegheová (24./39.), Lauren Davisová (36./289.), Shelby Rogersová (49./122.), Bethanie Matteková-Sandsová (123./1.), nehrající kapitánka Kathy Rinaldiová \| \| \| \| \| \| \| \| Česko: Kateřina Siniaková (38./17.), Kristýna Plíšková (56./96.), Denisa Alertová (109./577.), Markéta Vondroušová (117./1057.), nehrající kapitán Petr Pála \| \| \| \| \| \| \| Podrobnosti \| \| \| \| \| \| \| \| \| Oba týmy se před semifinále utkaly jedenáctkrát, naposledy v semifinále světové skupiny 2009. Američanky držely aktivní vzájemnou bilanci zápasů 9:2. Do zápasu nebyly na americké straně nominovány Serena Williamsová (3.), Madison Keysová (10.), Venus Williamsová (12.) ani Alison Riskeová (39.). Na české straně se pro náročný program a doléčení zranění omluvily Karolína Plíšková (3.), Barbora Strýcová (18.) a deblová světová dvojka Lucie Šafářová (28.); zraněná zůstávala Petra Kvitová (14.).[13] Premiérovou nominaci do fedcupového týmu obdržely 25letá Kristýna Plíšková a 17letá juniorka Markéta Vondroušová.[13] \| \| \| \| \| \| | |                                                                                         |     |     |    |  |
| | |                                                                                         | 1.  | 2.  | 3. |  |
| 1. | | Coco Vandewegheová Markéta Vondroušová                                                  | 6 1 | 6 4 |    |  |
| 2. | | Shelby Rogersová Kateřina Siniaková                                                     | 3 6 | 3 6 |    |  |
| 3. | | Coco Vandewegheová Kateřina Siniaková                                                   | 6 4 | 6 0 |    |  |
| 4. | | Lauren Davisová Markéta Vondroušová                                                     | 2 6 | 5 7 |    |  |
| 5. | | Bethanie Matteková-Sandsová / Coco Vandewegheová Kristýna Plíšková / Kateřina Siniaková | 6 2 | 6 3 |    |  |
| Nominace | |                                                                                         |     |     |    |  |
| | Spojené státy americké: Coco Vandewegheová (24./39.), Lauren Davisová (36./289.), Shelby Rogersová (49./122.), Bethanie Matteková-Sandsová (123./1.), nehrající kapitánka Kathy Rinaldiová |                                                                                         |     |     |    |  |
| | Česko: Kateřina Siniaková (38./17.), Kristýna Plíšková (56./96.), Denisa Alertová (109./577.), Markéta Vondroušová (117./1057.), nehrající kapitán Petr Pála |                                                                                         |     |     |    |  |
| Podrobnosti | |                                                                                         |     |     |    |  |
| | Oba týmy se před semifinále utkaly jedenáctkrát, naposledy v semifinále světové skupiny 2009. Američanky držely aktivní vzájemnou bilanci zápasů 9:2. Do zápasu nebyly na americké straně nominovány Serena Williamsová (3.), Madison Keysová (10.), Venus Williamsová (12.) ani Alison Riskeová (39.). Na české straně se pro náročný program a doléčení zranění omluvily Karolína Plíšková (3.), Barbora Strýcová (18.) a deblová světová dvojka Lucie Šafářová (28.); zraněná zůstávala Petra Kvitová (14.). Premiérovou nominaci do fedcupového týmu obdržely 25letá Kristýna Plíšková a 17letá juniorka Markéta Vondroušová. |                                                                                         |     |     |    |  |

### Bělorusko vs. Švýcarsko
| Čyžouka-Arena, Minsk, Bělorusko 22.–23. dubna 2017 tvrdý (hala) | |                                                                       |     |      |     |  |
| \| 1. \| \| Aljaksandra Sasnovičová Viktorija Golubicová \| 6 3 \| 5 7 \| 7 5 \| \| \| 2. \| \| Aryna Sabalenková Timea Bacsinszká \| 4 6 \| 5 7 \| \| \| \| 3. \| \| Aljaksandra Sasnovičová Timea Bacsinszká \| 6 2 \| 7 62 \| \| \| \| 4. \| \| Aryna Sabalenková Viktorija Golubicová \| 6 3 \| 2 6 \| 6 4 \| \| \| 5. \| \| Olga Govorcovová / Věra Lapková Belinda Bencicová / Martina Hingisová \| 0 6 \| 1 6 \| \| \| \| Nominace \| \| \| \| \| \| \| \| \| Bělorusko: Aljaksandra Sasnovičová (96./—), Aryna Sabalenková (125./1256.), Olga Govorcovová (147./187.), Věra Lapková (241./171.), nehrající kapitán Eduard Dubrov \| \| \| \| \| \| \| \| Švýcarsko: Timea Bacsinszká (22./124.), Viktorija Golubicová (54./84.), Belinda Bencicová (129./451.), Martina Hingisová (—/8.), nehrající kapitán Heinz Günthardt \| \| \| \| \| \| \| Podrobnosti \| \| \| \| \| \| \| \| \| Oba týmy se před semifinále utkaly třikrát, naposledy v baráži druhé světové skupiny 2012. Švýcarky držely aktivní vzájemnou bilanci zápasů 2:1. \| \| \| \| \| \| | |                                                                       |     |      |     |  |
| | |                                                                       | 1.  | 2.   | 3.  |  |
| 1. | | Aljaksandra Sasnovičová Viktorija Golubicová                          | 6 3 | 5 7  | 7 5 |  |
| 2. | | Aryna Sabalenková Timea Bacsinszká                                    | 4 6 | 5 7  |     |  |
| 3. | | Aljaksandra Sasnovičová Timea Bacsinszká                              | 6 2 | 7 62 |     |  |
| 4. | | Aryna Sabalenková Viktorija Golubicová                                | 6 3 | 2 6  | 6 4 |  |
| 5. | | Olga Govorcovová / Věra Lapková Belinda Bencicová / Martina Hingisová | 0 6 | 1 6  |     |  |
| Nominace | |                                                                       |     |      |     |  |
| | Bělorusko: Aljaksandra Sasnovičová (96./—), Aryna Sabalenková (125./1256.), Olga Govorcovová (147./187.), Věra Lapková (241./171.), nehrající kapitán Eduard Dubrov |                                                                       |     |      |     |  |
| | Švýcarsko: Timea Bacsinszká (22./124.), Viktorija Golubicová (54./84.), Belinda Bencicová (129./451.), Martina Hingisová (—/8.), nehrající kapitán Heinz Günthardt  |                                                                       |     |      |     |  |
| Podrobnosti | |                                                                       |     |      |     |  |
| | Oba týmy se před semifinále utkaly třikrát, naposledy v baráži druhé světové skupiny 2012. Švýcarky držely aktivní vzájemnou bilanci zápasů 2:1.                    |                                                                       |     |      |     |  |

## Finále

### Bělorusko vs. Spojené státy americké
| Čyžouka-Arena, Minsk, Bělorusko 11.–12. listopadu 2017 tvrdý (hala) | |                                                                                   |      |      |     |  |
| \| 1. \| \| Aljaksandra Sasnovičová Coco Vandewegheová \| 4 6 \| 4 6 \| \| \| \| 2. \| \| Aryna Sabalenková Sloane Stephensová \| 6 3 \| 3 6 \| 6 4 \| \| \| 3. \| \| Aryna Sabalenková Coco Vandewegheová \| 65 7 \| 1 6 \| \| \| \| 4. \| \| Aljaksandra Sasnovičová Sloane Stephensová \| 4 6 \| 6 1 \| 8 6 \| \| \| 5. \| \| Aryna Sabalenková / Aljaksandra Sasnovičová Shelby Rogersová / Coco Vandewegheová \| 3 6 \| 63 7 \| \| \| \| Nominace \| \| \| \| \| \| \| \| \| Bělorusko: Aryna Sabalenková (78./444.), Aljaksandra Sasnovičová (87./—), Věra Lapková (131./102.), Lidzija Marozavová (478./69.), nehrající kapitán Eduard Dubrov \| \| \| \| \| \| \| \| Spojené státy americké: Coco Vandewegheová (10./63.), Sloane Stephensová (13./166.), Shelby Rogersová (59./246.), Alison Riskeová (70./121.), nehrající kapitánka Kathy Rinaldiová \| \| \| \| \| \| \| Podrobnosti \| \| \| \| \| \| \| \| \| Oba týmy se před finále utkaly jednou, když v úvodním kole druhé světové skupiny 2012 Američanky zvítězily 5:0 na zápasy. Do zápasu nezasáhla bývalá běloruská světová jednička Viktoria Azarenková, když se rozhodla nevycestovat z Kalifornie, kde vedla soudní spor s bývalým partnerem o přidělení péče nad synem, jenž nesměl před rozhodnutím opustit daný unijní stát. V americkém týmu nenastoupily Serena Williamsová pro mateřskou dovolenou ani světová pětka Venus Williamsová, jež ukončila sezónu po finále Turnaje mistryň.[17][18] Úřadující šampionka US Open Stephensová nevyhrála ani jednu dvouhru. Naopak Vandewegheová k dvěma singlovým vítězstvím přidala s Rogersovou i rozdílový třetí bod z rozhodující čtyřhry. Spojené státy tak získaly 18. titul a upevnily si postavení na čele statistik počtu trofejí. Vandewegheová se stala devátou tenistkou od zavedení 8členné světové skupiny v roce 1995, která vyhrála všech šest dvouher v průběhu ročníku. Naposledy před ní tohoto výkonu dosáhla Petra Kvitová v sezóně 2011.[6][7] \| \| \| \| \| \| | |                                                                                   |      |      |     |  |
| | |                                                                                   | 1.   | 2.   | 3.  |  |
| 1. | | Aljaksandra Sasnovičová Coco Vandewegheová                                        | 4 6  | 4 6  |     |  |
| 2. | | Aryna Sabalenková Sloane Stephensová                                              | 6 3  | 3 6  | 6 4 |  |
| 3. | | Aryna Sabalenková Coco Vandewegheová                                              | 65 7 | 1 6  |     |  |
| 4. | | Aljaksandra Sasnovičová Sloane Stephensová                                        | 4 6  | 6 1  | 8 6 |  |
| 5. | | Aryna Sabalenková / Aljaksandra Sasnovičová Shelby Rogersová / Coco Vandewegheová | 3 6  | 63 7 |     |  |
| Nominace | |                                                                                   |      |      |     |  |
| | Bělorusko: Aryna Sabalenková (78./444.), Aljaksandra Sasnovičová (87./—), Věra Lapková (131./102.), Lidzija Marozavová (478./69.), nehrající kapitán Eduard Dubrov |                                                                                   |      |      |     |  |
| | Spojené státy americké: Coco Vandewegheová (10./63.), Sloane Stephensová (13./166.), Shelby Rogersová (59./246.), Alison Riskeová (70./121.), nehrající kapitánka Kathy Rinaldiová |                                                                                   |      |      |     |  |
| Podrobnosti | |                                                                                   |      |      |     |  |
| | Oba týmy se před finále utkaly jednou, když v úvodním kole druhé světové skupiny 2012 Američanky zvítězily 5:0 na zápasy. Do zápasu nezasáhla bývalá běloruská světová jednička Viktoria Azarenková, když se rozhodla nevycestovat z Kalifornie, kde vedla soudní spor s bývalým partnerem o přidělení péče nad synem, jenž nesměl před rozhodnutím opustit daný unijní stát. V americkém týmu nenastoupily Serena Williamsová pro mateřskou dovolenou ani světová pětka Venus Williamsová, jež ukončila sezónu po finále Turnaje mistryň. Úřadující šampionka US Open Stephensová nevyhrála ani jednu dvouhru. Naopak Vandewegheová k dvěma singlovým vítězstvím přidala s Rogersovou i rozdílový třetí bod z rozhodující čtyřhry. Spojené státy tak získaly 18. titul a upevnily si postavení na čele statistik počtu trofejí. Vandewegheová se stala devátou tenistkou od zavedení 8členné světové skupiny v roce 1995, která vyhrála všech šest dvouher v průběhu ročníku. Naposledy před ní tohoto výkonu dosáhla Petra Kvitová v sezóně 2011. |                                                                                   |      |      |     |  |

## Vítěz
| Vítěz Fed Cupu 2017                   |
| ------------------------------------- |
| Spojené státy americké osmnáctý titul |